# Versiliaïta
La versiliaïta és un mineral de la classe dels òxids. Anomenada així per la seva localitat tipus, a la Vall de Versilia, a la Toscana, Itàlia.

## Característiques
La versiliaïta és un òxid de fórmula química Fe₂Fe₄Sb₆O16S. Cristal·litza en el sistema ortoròmbic. La seva duresa a l'escala de Mohs és 5.
Segons la classificació de Nickel-Strunz, la versiliaïta pertany a «04.JA - Arsenits, antimonits, bismutits; sense anions addicionals, sense H₂O» juntament amb els següents minerals: leiteïta, reinerita, karibibita, apuanita, schafarzikita, trippkeïta, kusachiïta, schneiderhöhnita, zimbabweïta, ludlockita, paulmooreïta, estibivanita i chadwickita.

## Formació i jaciments
Només s'ha descrit a la seva localitat tipus, en un dipòsit format per processos metasomàtics entre fil·lites i dolomies; es trobà associat a barita.